# Élections constituantes de 1920 dans la ville libre de Dantzig
Les élections législatives de 1920 dans Ville libre de Dantzig (en allemand : Wahl zur verfassungsgebenden Versammlung in Danzig 1920) se tiennent le 16 mai 1920, afin d'élire les 120 députés du Volkstag.

## Résultats

### Voix et sièges
| Parti                             | Parti                                          | Voix    | %     | Sièges |  |
| --------------------------------- | ---------------------------------------------- | ------- | ----- | ------ |  |
|                                   | Parti national du peuple allemand              | 43 206  | 28,20 | 34     |  |
|                                   | Parti social-démocrate indépendant d'Allemagne | 26 734  | 17,45 | 21     |  |
|                                   | Parti social-démocrate                         | 24 409  | 15,93 | 19     |  |
|                                   | Zentrum                                        | 21 262  | 13,88 | 17     |  |
|                                   | Association économique libre                   | 14 878  | 9,71  | 12     |  |
|                                   | Parti démocrate allemand                       | 13 424  | 8,76  | 10     |  |
|                                   | Parti polonais                                 | 9 321   | 6,08  | 7      |  |
|                                   |                                                |         |       |        |  |
| Votes valides                     | Votes valides                                  | 153 234 | 99,83 |        |  |
| Votes blancs et nuls              | Votes blancs et nuls                           | 254     | 0,17  |        |  |
| Total                             | Total                                          | 153 488 | 100   | 120    |  |
| Abstentions                       | Abstentions                                    | 65 661  | 29,96 |        |  |
| Nombre d'inscrits / participation | Nombre d'inscrits / participation              | 219 149 | 70,04 |        |  |